# Ебаноидзе, Митрофан Александрович
Митрофа́н Алекса́ндрович Ебанои́дзе (5 июня 1927, с. Зеда-Дими, ЗСФСР, СССР — 15 июля 1983, Багдати, Грузинская ССР, СССР) — бригадир колхоза имени Берия Маяковского района, Грузинская ССР, Герой Социалистического Труда (1949).

## Биография
Родился 5 июня 1927 года в селе Зеда-Дими (ныне Багдатский муниципалитет, Имеретия, Грузия), в семье крестьян. По национальности грузин. В 1938 году окончил на родине начальную школу, к 1941 году — 7 классов школы в селе Маяковский (ныне Багдати).
С начала Великой Отечественной войны работал колхозником в колхозе села Маяковский. В январе 1946 года становится главой бригады. Член ВКП(б)/КПСС с марта 1948 года. В 1948 году бригада под его руководством на прикреплённом участке площадью 13,5 гектаров собрала урожай в 104,6 центнеров винограда с гектара.
Указом Президиума Верховного Совета СССР от 9 августа 1949 года «за получение высоких урожаев винограда» удостоен звания Герой Социалистического Труда с вручением ордена Ленина и золотой медали «Серп и Молот».
Этим же Указом званием Героя Социалистического Труда были также награждены труженики колхоза имени Берия звеньевые Илья Иванович Вашакидзе, Валериан Силибистрович Гаручава и Дмитрий Ильич Хизанейшвили (лишён звания в 1953 году).
Продолжил работать в колхозе рядовым колхозником и бригадиром. В мае 1961 года по состоянию здоровья уволился с должности бригадира. В августе 1967 года вышел на заслуженный отдых.
Жил в посёлке Маяковский, умер 15 июля 1983 года.
Награждён 2 орденами Ленина (19.08.1949; 05.08.1951), медалями.